# 吉拉德里廣場

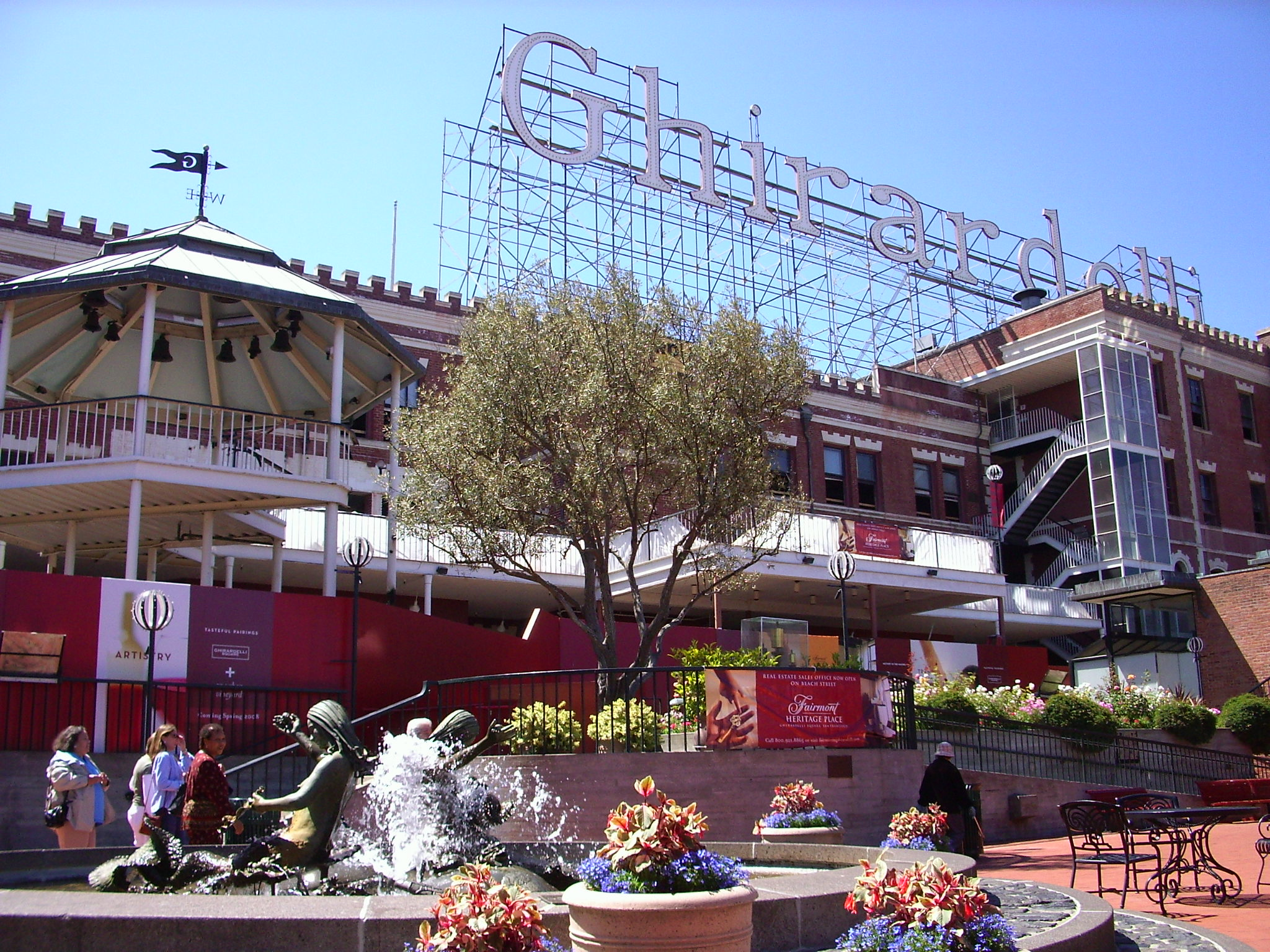

吉拉德里廣場（Ghirardelli Square）是美國加利福尼亞州舊金山的一個廣場。1982年，這裡被列入國家史蹟名錄。吉拉德里廣場上擁有超過40家店鋪和餐廳，其中一些自廣場初創時就已經存在。

## 外部連結
- 官方网站
- Guide to the Ghirardelli Square Architectural Records （页面存档备份，存于） at The Bancroft Library